# Płytka prototypowa

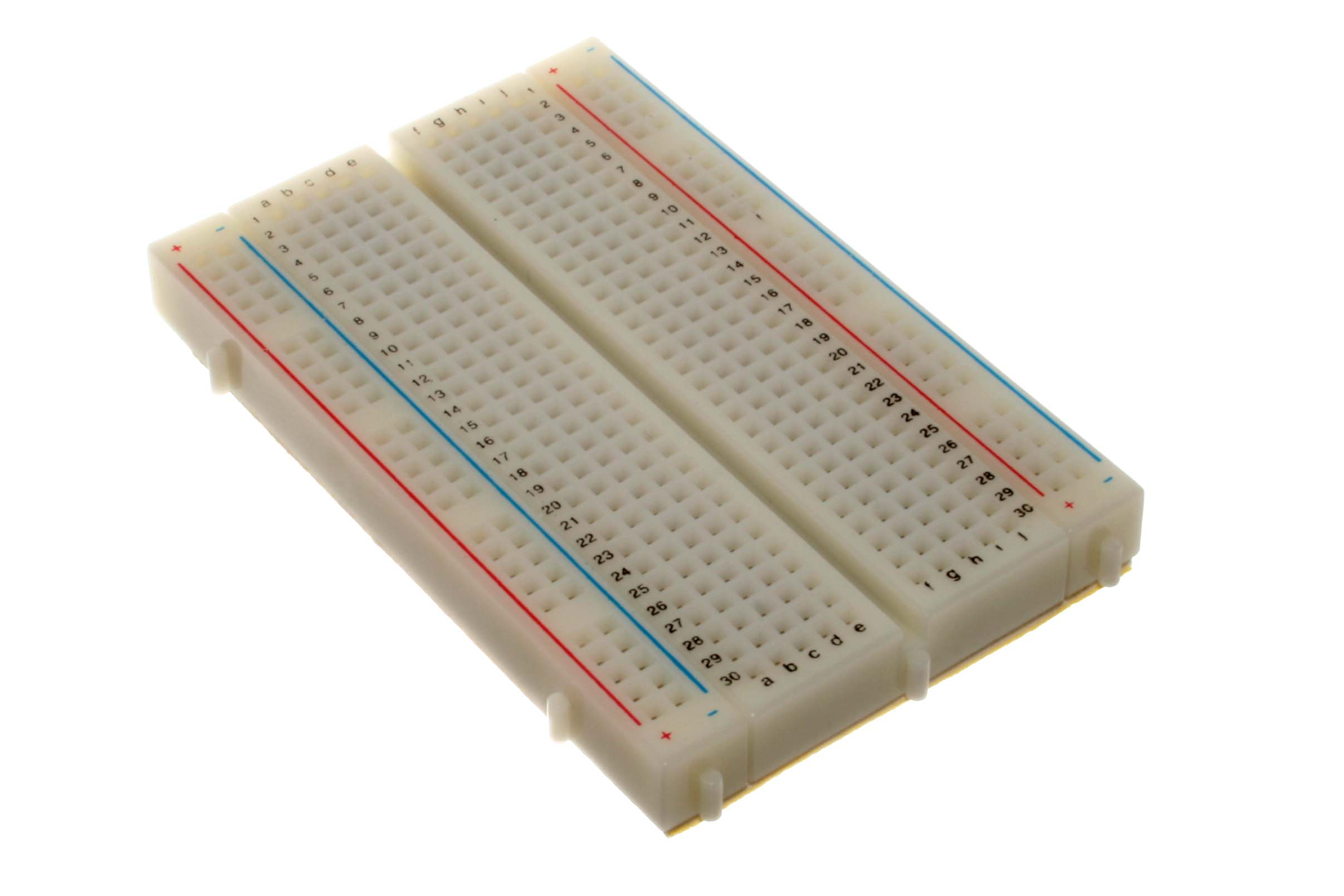
Współczesna stykowa płytka prototypowa

Płytka prototypowa, płytka uniwersalna lub płytka stykowa (ang. breadboard) – w elektronice narzędzie pozwalające na szybkie tworzenie prototypów obwodów drukowanych bez konieczności ich każdorazowego przygotowywania i wytrawiania.

## Opis

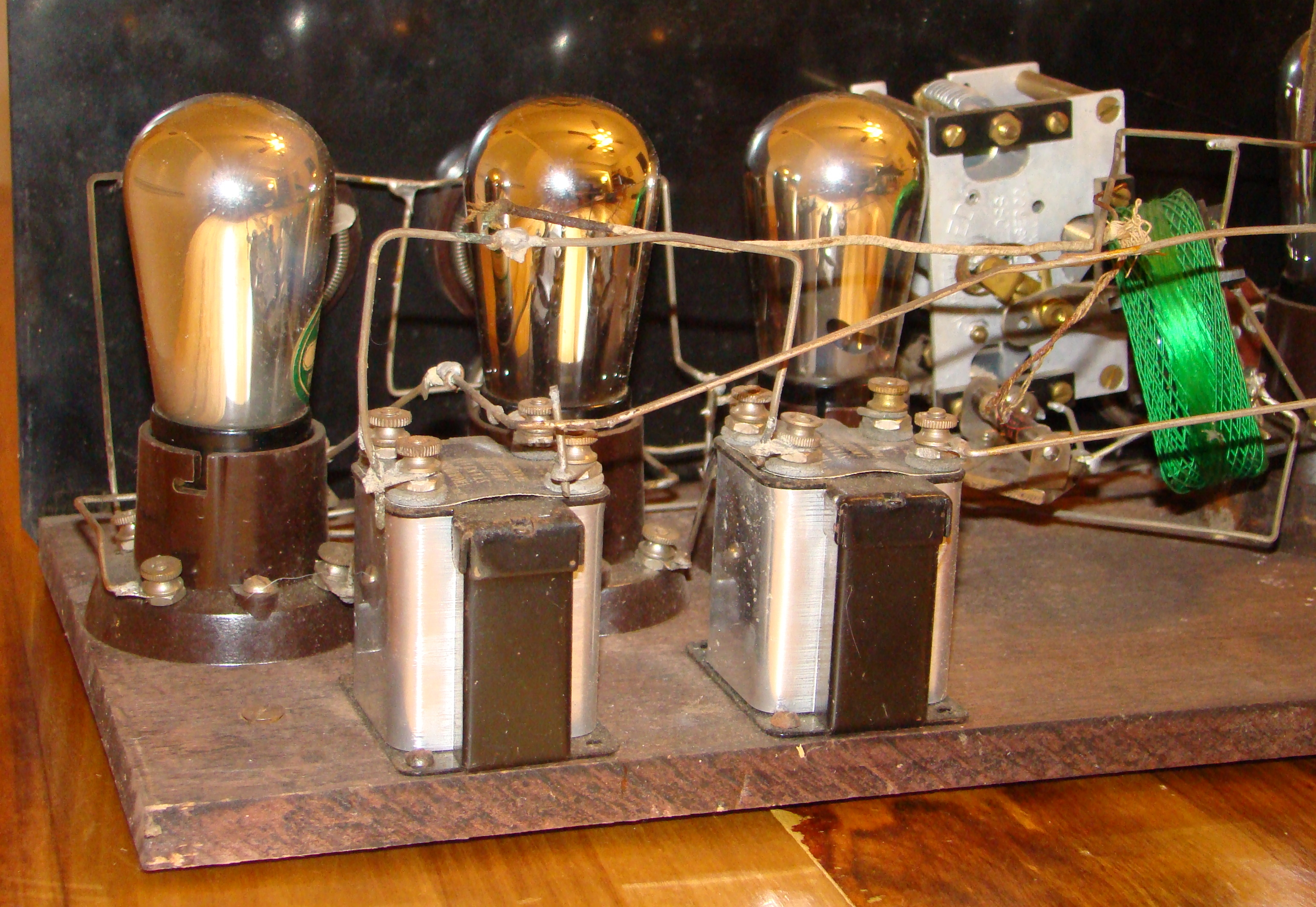
Radio lampowe z lat 20. XX w., zbudowane na drewnianej płycie

Płytką prototypową może być dowolny rodzaj wyposażenia pozwalający na szybkie tworzenie prototypowych obwodów elektrycznych. Angielski termin breadboard (deska chlebowa) wskazuje na historyczne korzenie w deskach do krojenia chleba, do których elektronicy-amatorzy przymocowywali elementy elektroniczne i przewody za pomocą gwoździ lub pinezek.
Współcześnie płytki prototypowe wytwarzane są taśmowo, w wielu rozmiarach i modelach odpowiednich do skali obwodów, które powinny być zamodelowane. Dwoma najpopularniejszymi typami płytek prototypowych są płytki drukowane, do których elementy są następnie przylutowywane, oraz płytki stykowe, niewymagające montażu poza umieszczeniem styków w przeznaczonych do tego otworach.

## Typy płytek prototypowych

### Płytki improwizowane
Płytki prototypowe mogą być bardzo proste. Historyczne ich korzenie sięgają wczesnych czasów radia, gdy radioamatorzy budowali układy na deskach, do których przytwierdzali elementy za pomocą gwoździ lub pinezek. Często, aby ułatwić sobie pracę, elektronik najpierw mocował schemat układu do budowy, a następnie na nim montował poszczególne elementy.

### Płytki fabrykowane
Współcześnie potrzeby elektroników zaspokaja rozbudowany przemysł, wytwarzający rozmaite typy i modele płytek prototypowych. Typy te najłatwiej podzielić ze względu na typ montażu.

### Płytki lutowane

Typowy układ ścieżek na drukowanej płytce prototypowej

Płytki prototypowe przeznaczone do lutowania są to płytki laminatowe z nadrukowanym regularnym wzorem ścieżek, pokryte siatką otworów. W otworach tych umieszcza się styki układów scalonych i przewody do ich połączenia, a następnie przylutowuje do ścieżek tak, jak w normalnych płytkach drukowanych.

### Stripboardy

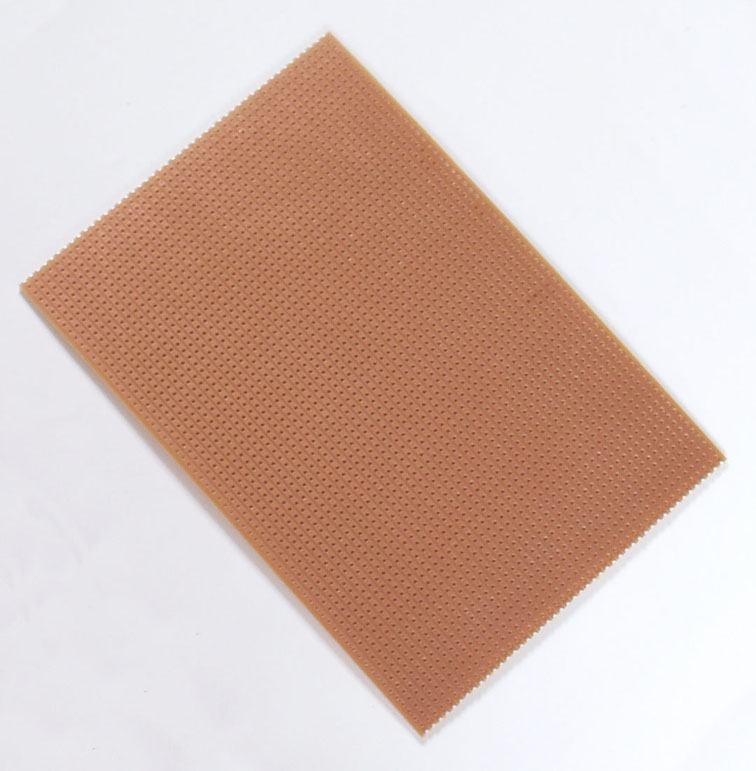
Fabrycznie nowy stripboard

Stripboard jest to typ płytki uniwersalnej pokrytej regularną siatką otworów, połączonych równoległymi ścieżkami biegnącymi przez całą długość płytki. Powoduje to, że styki umieszczone w poszczególnych ścieżkach są ze sobą połączone elektrycznie. Przez odpowiednie łączenie i przerywanie ścieżek możliwe jest uzyskanie żądanej struktury obwodu.
Aby ułatwić prototypowanie przy użyciu stripboardów, dostępne są specjalizowane programy, takie jak Stripboard Magic, które automatycznie generują odpowiednie połączenia i przerwy, konieczne do wykonania danego obwodu.

## Alternatywy
Nie wszystkie układy da się zrealizować przy użyciu płytek prototypowych. Ze względu na stosunkowo duże szerokości i długości ścieżek łączących elementy układy o wysokich częstotliwościach pracy, w których opór, pojemność i induktancja pasożytnicza, jak również układ elementów, odgrywają znaczącą rolę, nie dają się zmontować przy użyciu płytek uniwersalnych.
Oprócz względów technicznych, decyzja o użyciu płytki prototypowej jest również kwestią gustu. Część elektroników preferuje projektowanie płytek drukowanych od początku, nawet jeśli powoduje to konieczność ponownego trawienia w przypadku nanoszenia poprawek.